# Муан (язык)
Муан (мона, Mwan) — один из языков манде (южная ветвь). Распространен в республике Кот-д’Ивуар. Число говорящих 17 тысяч на 1993 год (1993, Ethnologue). В настоящее время количество говорящих можно оценить в 20 тыс. чел. Находясь в соседстве и тесном взаимодействии с крупными языковыми сообществами, многие муан вынужденно становятся полиглотами: для них совершенно естественно владеть, помимо родного языка, также дьюла и гуро, а для образованных муан — также и французским. При этом диалектные различия внутри языка муан, по-видимому, практически отсутствуют.

## Письменность и фонология
Алфавит на латинской основе был создан миссионерской организацией SIL International.
a, aa, b, bh, c, d, e, ee, ɛ, ɛɛ, f, g, gb, gw, i, ii, j, k, kp, kw, l, m, n, ŋ, o, oo, ɔ, ɔɔ, p, r, s, t, u, uu, v, w, y, z.
Удвоенные гласные обозначают долгие фонемы. Сочетания гласной с «n» используется для передачи назальных гласных, например, an произносится как [ã]. Диграф bh обозначает имплозивный губно-губной звук, gb и kp — двухфокусные смычные, gw, kw — лабиализованные, c, j — палатальные глухую и звонкую аффрикаты, y — палатальный сонант, ŋ — велярный носовой сонант, ɛ и ɔ — передний и задний открытые серединные гласные.